# Патици
Патиците (Anas) са един от родовете, включени в разред Гъскоподобни.

## Общи сведения
Патиците са средни по размер птици, много рядко дребни, теглото им 500 грама и няколко килограма. Оперението е твърдо, плътно, гъсто, с голямо количество пух и покрива цялото тяло равномерно. При повечето патици има силно изразен полов диморфизъм както в окраската, така и в размерите на тялото. Тялото е плътно и набито, шията е средно дълга, крилете са най-често средно дълги и заострени, опашката е къса. Човката е сплесната, широка, покрита с тънка чувствителна кожица, преминаваща към върха в твърдо рогово уплътнение. Краката са с четири пръста, три от които са съединени с кожена плавателна ципа и са насочени напред, а четвъртият е насочен назад и е разположен малко по-високо. Патиците летят сравнително добре, бързо и стремително, с чести махове. На суша се придвижват сравнително тромаво. Плуват добре, някои видове умеят да се гмуркат.

## Разпространение
Популациите, обитаващи части с по-студен климат, извършват редовни сезонни прелети. В България се срещат девет вида патици:
- Anas acuta (Linnaeus, 1758) – шилоопашата патица (кълкуйрук).
- Anas angustirostris – мраморна патица (отделяна в самостоятелен род Marmaronetta, виж Marmaronetta angustirostris).
- Anas clypeata (Linnaeus, 1758) – клопач (лопатарка).
- Anas crecca (Linnaeus, 1758) – зимно бърне (примкар, завирушка).
- Anas falcata Georgi, 1775 – сърпокрила патица.
- Anas penelope (Linnaeus, 1758) – фиш (фишовец, патица свирачка).
- Anas platyrhynchos (Linnaeus, 1758) – зеленоглава патица.
- Anas querquedula (Linnaeus, 1758) – лятно бърне (чакръкчийка).
- Anas strepera (Linnaeus, 1758) – сива патица.

Патиците живеят предимно в близост до сладководни водоеми (езера и реки), но също до морета и океани.

## Размножаване
Повечето патици са моногамни. Гнездят най-често на земята. Обикновено снасят между три и петнайсет яйца. Мъти най-често женската, но понякога и мъжкият. Майката често покрива яйцата с пух от гърдите си, който ги скрива и ги предпазва от охлаждане. Малките се излюпват на двайсет и първия ден. Покрити са с пух и могат веднага да се хранят и да се движат самостоятелно.

## Начин на живот и хранене
На сухо патиците се придвижват бавно и тромаво. Плуват добре, повечето видове умеят и да се гмуркат. Хранят се със смесена храна. Храносмилателната им система има ниска ефективност, което ги принуждава да поемат големи количества храна, за да си набавят нужната енергия.

## Допълнителни сведения
Патиците имат важно стопанско значение: някои видове, например домашната патица, се използват за месо, яйца и пух.
Много от видовете са ловни обекти, в България това са шест вида: зеленоглавата патица, шилоопашатата патица, клопачът, зимното бърне, лятното бърне и фишът. 
Перата на патиците са покрити с восък, поради което са непромокаеми. Това помага на патиците да плуват.

## Списък на видовете
- Род Патици (Anas).

1. Anas acuta (Linnaeus, 1758), шилоопашата патица (кълкуйрук).
2. Anas americana J. F. Gmelin, 1789.
3. Anas angustirostris, мраморна патица (отделяна в самостоятелен род Marmaronetta, виж Marmaronetta angustirostris).
4. Anas aucklandica Gray, 1844.
5. Anas bahamensis (Linnaeus, 1758).
6. Anas bernieri (Hartlaub, 1860), мадагаскарска патица.[1]
7. Anas capensis J. F. Gmelin, 1789.
8. Anas castanea (Eyton, 1838).
9. Anas clypeata (Linnaeus, 1758), клопач (лопатарка).
10. Anas crecca (Linnaeus, 1758), зимно бърне (примкар, завирушка).
11. Anas cyanoptera Vieillot, 1816.
12. Anas diazi.
13. Anas discors Linnaeus, 1766.
14. Anas drygalskii Reichenow, 1904.
15. Anas eatoni (Sharpe, 1875).
16. Anas erythrorhyncha J. F. Gmelin, 1789.
17. Anas falcata Georgi, 1775, сърпокрила патица.
18. Anas flavirostris Vieillot, 1816.
19. Anas formosa Georgi, 1775.
20. Anas fulvigula Ridgway, 1874.
21. Anas georgica J. F. Gmelin, 1789.
22. Anas gibberifrons Muller, 1842.
23. Anas gracilis Buller, 1869.
24. Anas hottentota Eyton, 1838.
25. Anas laysanensis Rothschild, 1892.
26. Anas leucophrys.
27. Anas luzonica Fraser, 1839.
28. Anas melleri Sclater, 1865.
29. Anas oustaleti Salvadori, 1894.
30. Anas penelope (Linnaeus, 1758), фиш (фишовец, патица свирачка).
31. Anas platalea Vieillot, 1816.
32. Anas platyrhynchos (Linnaeus, 1758), зеленоглава патица.
33. Anas poecilorhyncha Forster, 1781.
34. Anas puna Tschudi, 1844.
35. Anas querquedula (Linnaeus, 1758), лятно бърне (чакръкчийка).
36. Anas rhynchotis Latham, 1802.
37. Anas rubripes Brewster, 1902.
38. Anas sibilatrix Poeppig, 1829.
39. Anas smithii (Hartert, 1891).
40. Anas sparsa Eyton, 1838.
41. Anas specularioides King, 1828.
42. Anas specularis King, 1828.
43. Anas strepera (Linnaeus, 1758), сива патица.
44. Anas superciliosa J. F. Gmelin, 1789.
45. Anas undulata Dubois, 1839.
46. Anas versicolor Vieillot, 1816.
47. Anas waigivensis.
48. Anas wyvilliana Sclater, 1878.